# 葉利塞伊夫卡
47°0′45″N 36°24′48″E / 47.01250°N 36.41333°E

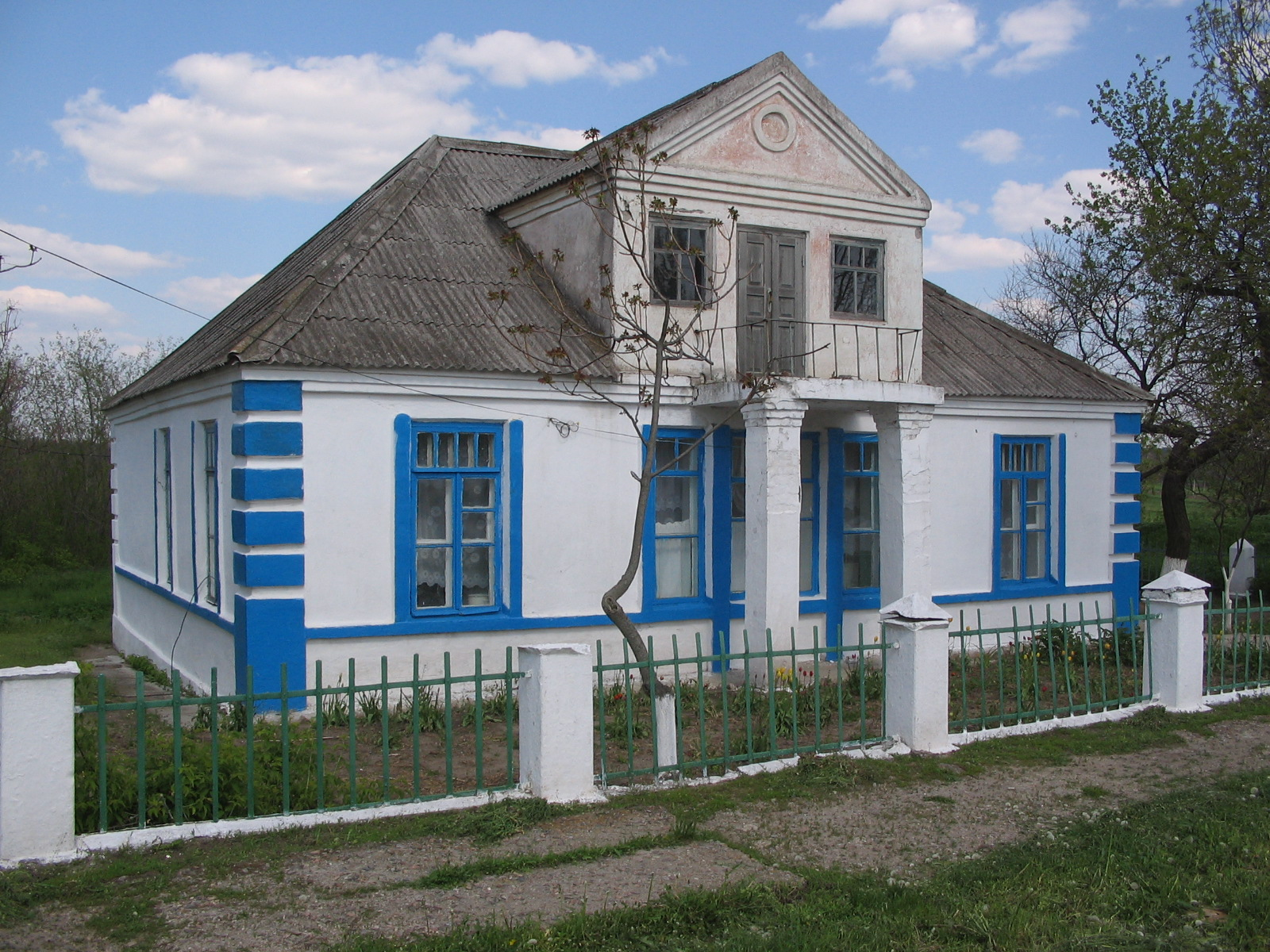

葉利塞伊夫卡（烏克蘭語：Єлисе́ївка）是位於烏克蘭東南部的村莊，由扎波羅熱州別爾江斯克區的索菲伊夫卡市鎮負責管轄。該村處於喬克拉克河畔，始建於1860年，面積5.905平方公里，海拔高度97米，2001年人口1,229，人口密度每平方公里208.13人。